# Ożarowice
Ożarowice (deutsch Oßorowitz, 1939–1945 Ozarowitz) ist ein Dorf der Gmina Ożarowice, deren Sitz sich im Dorf befindet, im Powiat Tarnogórski in der Woiwodschaft Schlesien, Polen.

## Geographie
Ożarowice liegt am Nordrand der Oberschlesischen Platte, ca. 24 km nördlich von Katowice und ca. 15 km östlich der Kreisstadt Tarnowskie Góry.
Der ehemalige Haltepunkt Ożarowice liegt an der Bahnstrecke Tarnowskie Góry–Zawiercie.

## Geschichte
Der Ort wurde im Jahr 1357 als Ozorouicze urkundlich erwähnt, als die vom Teschener Herzog Kasimir I. gewährten Privilegien in zehn regionalen Dörfern für Krakauer Bischöfe bestätigt wurden.
Der Ort liegt im Gebiet um Siewierz, das um 1177 aus dem Herzogtum Krakau bzw. Kleinpolen ausgegliedert wurde und an das schlesische Herzogtum Ratibor fiel, ab 1337 gehörte Siewierz zum Herzogtum Teschen unter Lehnsherrschaft des Königreichs Böhmen. Das Herzogtum Siewierz wurde im Jahr 1443 vom Teschener Herzog Wenzel I. dem Krakauer Bischof Zbigniew Oleśnicki verkauft. Im späten 16. Jahrhundert unterstand der Ort der Pfarrei in Sączów.
Erst 1790 wurde das Herzogtum Siewierz formal an das Königreich Polen-Litauen angegliedert und war der Woiwodschaft Krakau administrativ angegliedert. Nach der dritten Teilung Polens von 1795 gehörte das Dorf bis 1807 zu Neuschlesien. 1807 kam es ins Herzogtum Warschau und 1815 ins neu entstandene russisch beherrschte Kongresspolen.
Nach dem Ende des Ersten Weltkriegs kam Ożarowice zu Polen, Woiwodschaft Kielce. Beim Überfall auf Polen 1939 wurde das Gebiet von den Deutschen besetzt und dem Landkreis Bendsburg im neuen „Ostoberschlesien“ zugeordnet.
Von 1950 bis 1954 gehörte Ożarowice zur Gmina Sączów. Zwischen 1954 und 1972 gehörte das Dorf zur Gromada Ożarowice. Erst am 1. Januar 1997 wurde Ożarowice Teil der gleichnamigen Gmina, zuvor gehörte sie zur Gmina Tąpkowice, die ihren Sitz in Ożarowice hatte.
Von 1975 bis 1998 gehörte das Dorf zur Woiwodschaft Katowice.

## Gemeinde

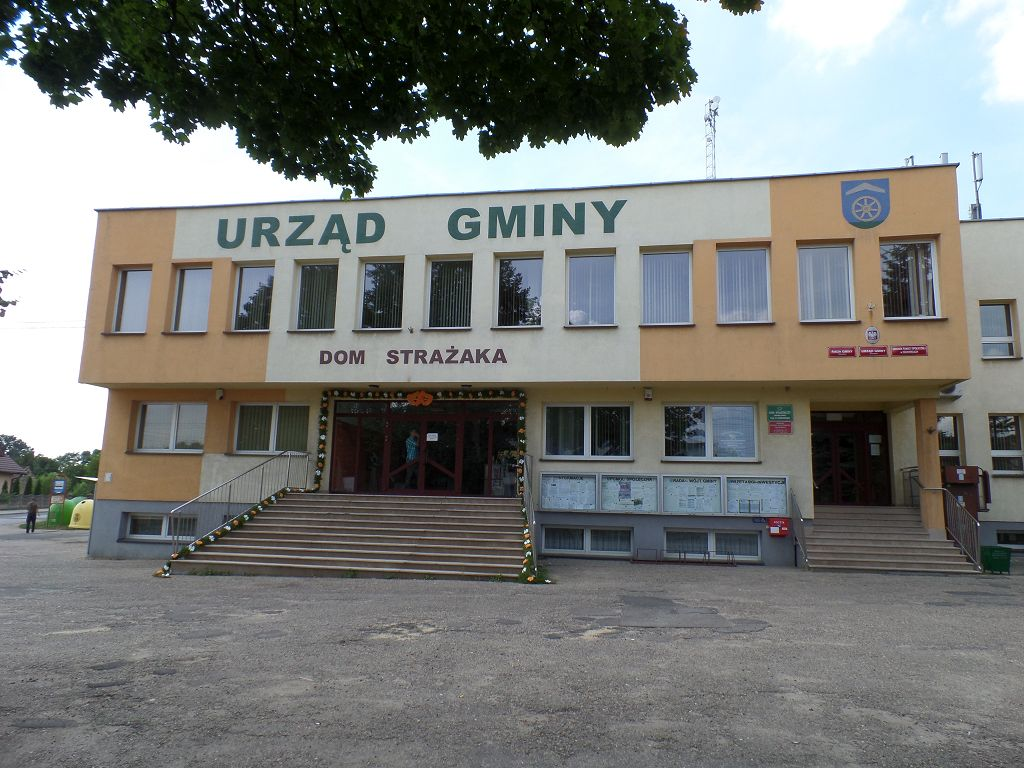
Gemeindeverwaltung von Ożarowice

siehe Hauptartikel Gmina Ożarowice

## Bildung
In der Ortschaft Ożarowice befinden sich ein Kindergarten, eine Zweigstelle der Bücherei der Gemeinde, deren Hauptstelle sich in Tąpkowice befindet, und eine Mittelschule.